# Erskine Hamilton Childers
Erskine Hamilton Childers   (Londres, 11 de desembre de 1905 - Dublín, 17 de novembre de 1974) fou un polític irlandès de Fianna Fáil que va exercir com a quart President d'Irlanda des del juny de 1973 fins al novembre de 1974. És l'únic president irlandès que va morir en el càrrec. També va exercir com a Tánaiste i Ministre de Salut de 1969 a 1973, Ministre de Transports i Potència de 1959 a 1969, Ministre de Correus i Telègrafs de 1951 a 1954 i 1966 a 1969, Ministre de Terres de 1957 a 1959 i Secretari Parlamentari. Ministre de Govern Local i Salut Pública de 1944 a 1948. Va exercir com a Teachta Dála (TD) de 1938 a 1973.

## Biografia
Childers va néixer als jardins Victoria Embankment, Westminster, Londres. a una família protestant, originària de Glendalough, comtat de Wicklow, Irlanda. Encara que també va néixer a Anglaterra, el seu pare, Robert Erskine Childers, tenia una mare irlandesa i havia estat criat per un oncle al comtat de Wicklow, i després de la Primera Guerra Mundial es va emportar la seva família a viure-hi. La seva mare, Molly Childers, era de Boston els avantpassats de la qual van arribar amb el Mayflower. Robert i Molly van sorgir més tard com a opositors republicans irlandesos prominents i oberts de l'acord polític amb Gran Bretanya que va donar lloc a l'establiChilders es va educar a la Gresham'School, Holt. El 1922, quan Childers tenia setze anys, el seu pare va ser executat pel nou Estat Lliure d'Irlanda sota acusacions de tinença d'armes d'inspiració política. La pistola amb la qual l'havien trobat l'havia donat Michael Collins. Abans de la seva execució, amb un esperit de reconciliació, el major Childers va obtenir la promesa del seu fill de buscar i donar la mà a tots els homes que havien signat la seva ordre de mort.
Després d'assistir al funeral del seu pare, Childers va tornar a Gresham's, després dos anys més tard va assistir al Trinity College, Cambridge, on va estudiar Història.ment de l'Estat Lliure d'Irlanda.
Childers es va educar a la Gresham's School, Holt. El 1922, quan Childers tenia setze anys, el seu pare va ser executat pel nou Estat Lliure d'Irlanda sota acusacions de tinença d'armes d'inspiració política. La pistola amb la qual l'havien trobat li havia donat Michael Collins. Abans de la seva execució, amb un esperit de reconciliació, el major Childers va obtenir la promesa del seu fill de buscar i donar la mà a tots els homes que havien signat la seva ordre de mort.
Després d'assistir al funeral del seu pare, Childers va tornar a Gresham's, després dos anys més tard va assistir al Trinity College, Cambridge, on va estudiar Història.
Mercè el seu gran prestigi, fou nomenat president d'Irlanda el 30 de maig del 1973 en substitució d'Eamon de Valera, però va morir sobtadament l'any següent d'un atac de cor mentre feia un discurs. Fou substituït per Cearbhall Ó Dálaigh.